# Desa Kedungbendo (administrativ by i Indonesien, lat -8,10, long 111,20)
Desa Kedungbendo är en administrativ by i Indonesien.   Den ligger i provinsen Jawa Timur, i den västra delen av landet, 500 km öster om huvudstaden Jakarta.